# Campaea honoraria
Campaea honoraria là một loài bướm đêm trong họ Geometridae.